# Chassey-lès-Montbozon
Pour les articles homonymes, voir Chassey (homonymie).
Chassey-lès-Montbozon est une commune française située dans le département de la Haute-Saône, la région culturelle et historique de Franche-Comté et la région administrative Bourgogne-Franche-Comté. 
Chessey-las-Montbouzon en patois. 
Ses habitants se nomment les Chasséens.
La commune de Chassey-lès-Montbozon se singularise par une importante diversité de gisements archéologiques. En effet, toutes les périodes représentant l'échelle de l'évolution de l'homme en Europe ont laissé des traces sur cette commune.

## Géographie
- La commune de Chassey est essentiellement rurale, avec un territoire consacré à l'agriculture : principalement l'élevage bovin (production de lait) et la culture de céréales. Le bourg est traversé par l'Ognon.

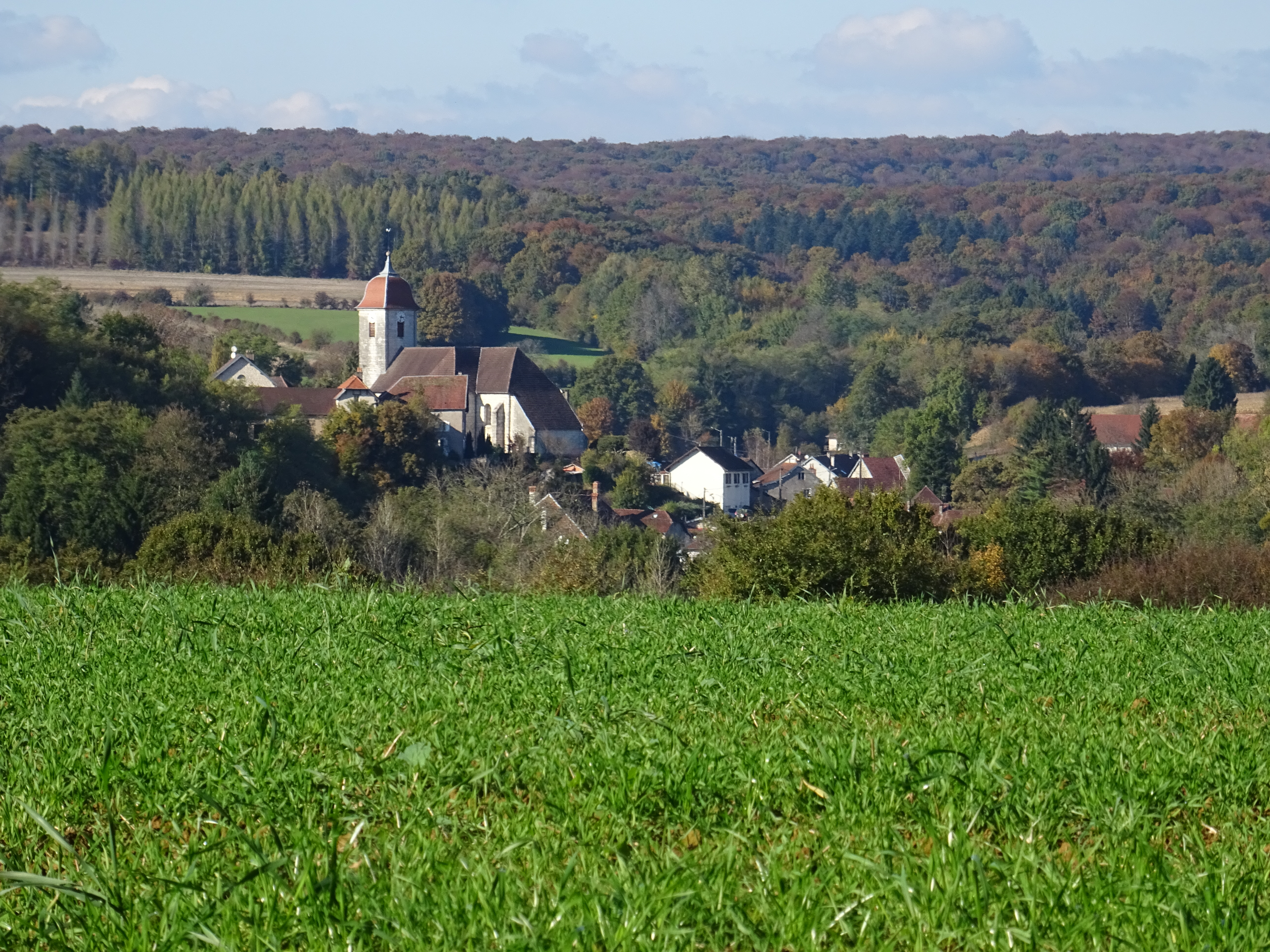
Vue éloignée et paysage.
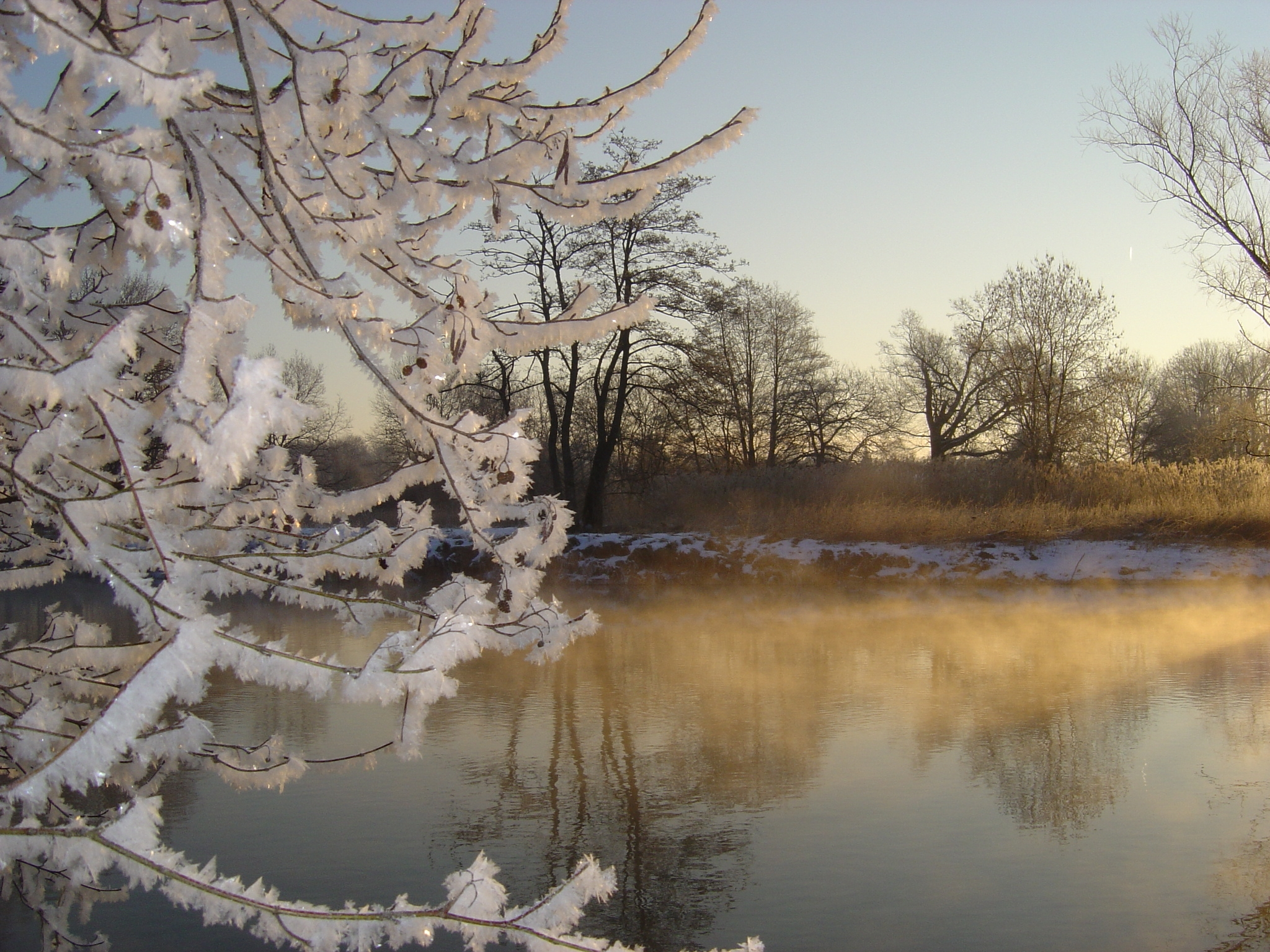
Paysage d'hiver. L'Ognon.

### Situation

#### Localisation
Chassey-lès-Montbozon est situé en Franche-Comté, au sud du département de la Haute-Saône, au cœur de la vallée de l'Ognon. Placée entre le massif vosgien et les plateaux du Jura, cette vallée reliant la grande plaine d'Alsace à la grande plaine de la Saône, forme une importante zone de passage fréquentée dès la Préhistoire. À vol d'oiseau, Paris est à 331 km, Lyon à 225, Marseille à 474 km.
Un important carrefour routier antique a pu être mis en évidence. Au niveau de cette intersection, la voie s'éclate vers les directions des grandes cités gallo-romaines de la Gaule romanisée. Arrivant de Besançon (Vesontio), l'une des branches se dirige vers Luxeuil (Luxovium). Une autre part en direction de Mandeure (Epomanduodurum), une autre vers le centre de la Haute-Saône, direction Port-sur-Saône (Portus Abucini), par Marnay et Gray.
Chassey comprend deux hameaux : la Maison du Vau et la Forge de Bonnal.

#### Communes limitrophes
Chassey-lès-Montbozon est limitrophe de 6 communes. Au nord et au nord-est se trouve la commune d'Esprels. À l'est, Bonnal et au sud-est Tressandans. Thieffrans se trouve au sud tandis qu'au sud-ouest Dampierre-sur-Linotte est limitrophe via l'ancienne commune de Presle. Le hameau de la Maison-du-Vau est à l'ouest tandis que Vallerois-le-Bois est au nord-ouest.
| Vallerois-le-Bois     | Esprels               |                                 |
| Dampierre-sur-Linotte | Chassey-lès-Montbozon | Pont-sur-l'Ognon Bonnal (Doubs) |
|                       | Thieffrans            | Tressandans (Doubs)             |

- Commune française (France métropolitaine et Corse) la plus éloignée de Chassey-lès-Montbozon : Ouessant (854,5 km).

### Climat
Pour des articles plus généraux, voir Climat de la Bourgogne-Franche-Comté et Climat de la Haute-Saône.
En 2010, le climat de la commune est de type climat de montagne, selon une étude du Centre national de la recherche scientifique s'appuyant sur une série de données couvrant la période 1971-2000. En 2020, Météo-France publie une typologie des climats de la France métropolitaine dans laquelle la commune est exposée à un climat semi-continental et est dans la région climatique  Lorraine, plateau de Langres, Morvan, caractérisée par un hiver rude (1,5 °C), des vents modérés et des brouillards fréquents en automne et hiver. 
Pour la période 1971-2000, la température annuelle moyenne est de 10,3 °C, avec une amplitude thermique annuelle de 17,5 °C. Le cumul annuel moyen de précipitations est de 1 095 mm, avec 13,7 jours de précipitations en janvier et 10,1 jours en juillet. Pour la période 1991-2020, la température moyenne annuelle observée sur la station météorologique de Météo-France la plus proche, « Villersexel Sa », sur la commune de Villersexel à 9 km à vol d'oiseau, est de 10,8 °C et le cumul annuel moyen de précipitations est de 1 037,9 mm. 
La température maximale relevée sur cette station est de 38,4 °C, atteinte le 8 août 2003 ; la température minimale est de −19,4 °C, atteinte le 20 décembre 2009,,. 
Les paramètres climatiques de la commune ont été estimés pour le milieu du siècle (2041-2070) selon différents scénarios d'émission de gaz à effet de serre à partir des nouvelles projections climatiques de référence DRIAS-2020. Ils sont consultables sur un site dédié publié par Météo-France en novembre 2022.

## Urbanisme

### Typologie
Au 1er janvier 2024, Chassey-lès-Montbozon est catégorisée commune rurale à habitat dispersé, selon la nouvelle grille communale de densité à sept niveaux définie par l'Insee en 2022.
Elle est située hors unité urbaine. Par ailleurs la commune fait partie de l'aire d'attraction de Vesoul, dont elle est une commune de la couronne,. Cette aire, qui regroupe 158 communes, est catégorisée dans les aires de 50 000 à moins de 200 000 habitants,.

### Occupation des sols
L'occupation des sols de la commune, telle qu'elle ressort de la base de données européenne d’occupation biophysique des sols Corine Land Cover (CLC), est marquée par l'importance des forêts et milieux semi-naturels (60,5 % en 2018), une proportion sensiblement équivalente à celle de 1990 (60,4 %). La répartition détaillée en 2018 est la suivante : 
forêts (57,9 %), zones agricoles hétérogènes (17,1 %), terres arables (14,3 %), eaux continentales (4,4 %), prairies (3,6 %), milieux à végétation arbustive et/ou herbacée (2,7 %). L'évolution de l’occupation des sols de la commune et de ses infrastructures peut être observée sur les différentes représentations cartographiques du territoire : la carte de Cassini (XVIIIe siècle), la carte d'état-major (1820-1866) et les cartes ou photos aériennes de l'IGN pour la période actuelle (1950 à aujourd'hui).

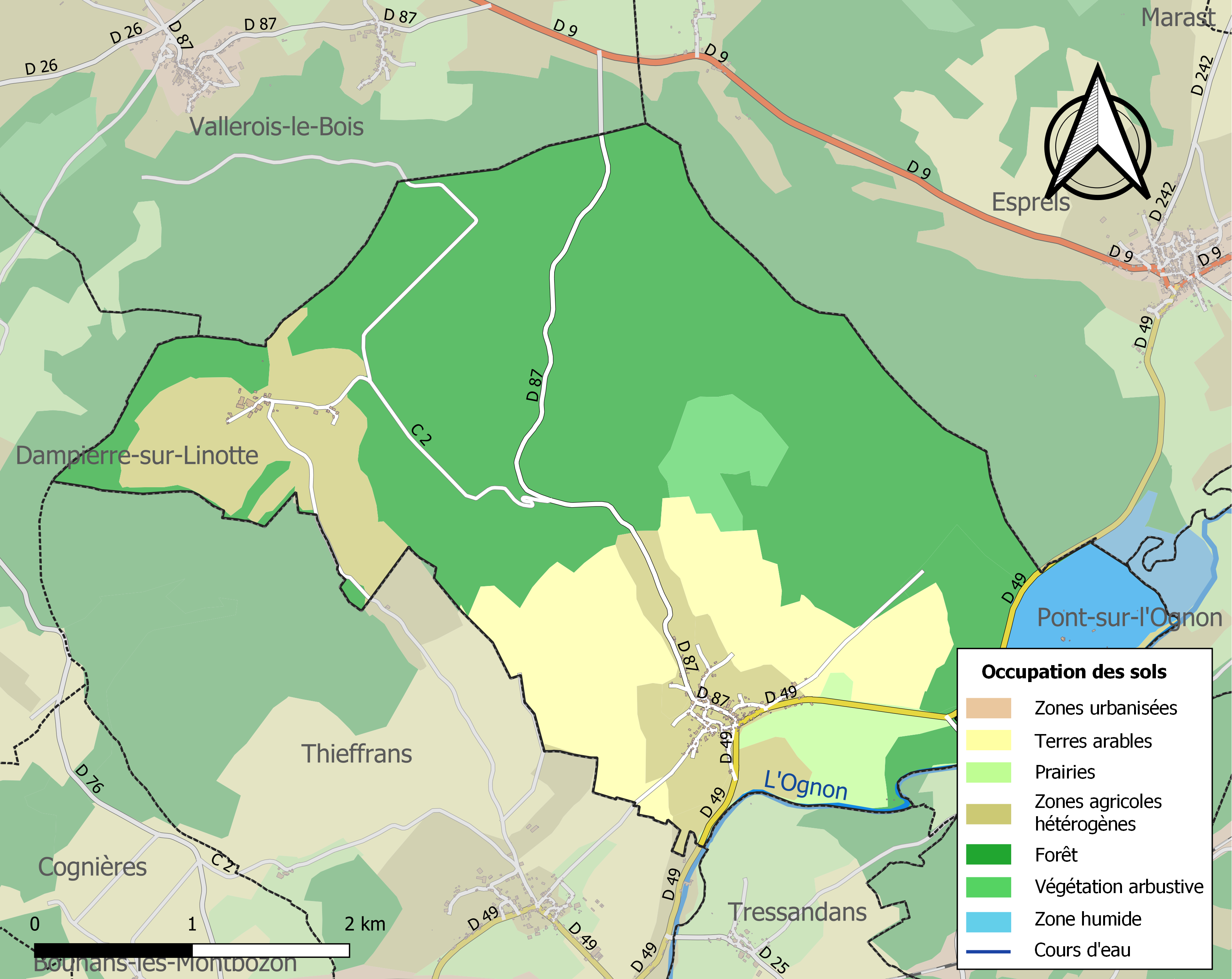
Carte des infrastructures et de l'occupation des sols de la commune en 2018 (CLC).

#### Logement
- Au recensement de 1999[16], 104 logements sont situés sur la commune, 100 % d'entre eux sont des logements individuels. En 2021, le nombre de logements a bondi à 130 dont 110 résidences principales (84,5%)[17].

| Types de logements     | Quantité | Pourcentage |
| ---------------------- | -------- | ----------- |
| résidences principales | 110      | 84,5 %      |
| résidences secondaires | 17       | 13 %        |
| logements vacants      | 3        | 2,5 %       |
| Total                  | 130      | 100 %       |

- Le parc de logements est très ancien. La date d'achèvement est antérieure à 1949 pour 62 % des logements et de 75 % à plus de trente cinq ans.

| Date d'achèvement  | Quantité | Pourcentage |
| ------------------ | -------- | ----------- |
| avant 1949         | 50       | 61,7 %      |
| entre 1949 et 1974 | 11       | 13,6 %      |
| entre 1975 et 1989 | 12       | 14,8 %      |
| 1990 et après      | 8        | 9,9 %       |

#### Voies de communications et transports
La commune est située à proximité du passage de la LGV Rhin-Rhône. 

La commune est traversée par les routes départementales D 87 et D 49.

La https://routes.fandom.com/wiki/Route_départementale_française_D87_(70) résulte de travaux initiés par le Préfet de la Haute-Saône. en 1838. pour "l'établissement d'un chemin dans les bois de ladite commune pour le défruitement des coupes affouagères, d'après le projet de M. Pambet, architecte à Vesoul, montant à la somme de 4860 francs, non compris ses honoraires."

## Toponymie
Chace, 1183 (A. Rhône, 48 H. 3082), 1199 (AHS. H. 195), 1275 (pouillé). Chacey, 1406 (TOB.II.15).
Nom de personne d’origine latine Cassius et suffixe -acum. Lès ou lez : ancienne préposition signifiant « à côté de », issu du latin latus (cf. latitude).
Avant la Révolution et la création des départements, la commune s'appelait Chassey-lès-Rougemont.

## Histoire
Au Pré Guillemin, des fouilles ont permis de mettre au jour un site d'occupation gallo-romaine, sans doute un port fluvial, avec en particulier des stylets en fer servant probablement à écrire sur des tablettes.
Sur le territoire de la commune se trouvaient au XVe siècle des forges, pour exploiter le minerai de fer, et même un haut fourneau au XIXe siècle. L'activité périclita en 1860.

### Prieuré de Marast[20]
Mathieu de Musigny fut institué prieur de Marast en 1402 par Thibaut de Dompaire, abbé de Chaumousey. Il prit possession du Prieuré_de_Marast l'année suivante.
Lorsqu'un seigneur ou un ecclésiastique de haut rang voyageait, il avait toujours le droit de loger chez un de ses vassaux ; ainsi le prieur de Marast avait le "droit de gîte" chez certains de ses sujets dans plusieurs villages voisins. Ainsi, le prieur de Marast avait notamment le droit de gîte à Chassey. Il arrive avec un équipage de neuf personnes et les habitants de Chassey devaient les accueillir, les loger et les nourrir, ainsi que leurs chevaux et leurs chiens. Comme le prieur trouvait que ce qu'on mettait à sa disposition ne convenait pas à son rang, il descendit à l'hôtellerie du lieu et condamna les habitants de Chassey à payer la dépense.

### Les Templiers et les Hospitaliers
L'ordre du Temple avait une grange et une ferme au hameau de la Maison-du-Vau, annexe de la commanderie de Sales. À la dissolution de l'ordre, la Maison-du-Vau fit partie de la commanderie de La Villedieu-en-Fontenette au sein du grand prieuré d'Auvergne de l'ordre de Saint-Jean de Jérusalem.

### Héraldique
| Blason de Chassey-lès-Montbozon | Blason  | D’argent au besant d’or chargé d’une anille en S de sable posée en bande ; vêtu de gueules chargé de quatre besants du second.     |
| Blason de Chassey-lès-Montbozon | Détails | * Il y a là non-respect de la règle de contrariété des couleurs : ces armes sont fautives (or sur argent, interdit en héraldique). |

L'ancienne maison de Chassey portait D'azur, à la fasce d'argent, accompagnée de deux étoiles d'Or.
Cette famille connut une certaine importance durant le Moyen Âge: Guillaume de Chassey est choisi en 1272 par le duc de Bourgogne Hugues IV comme témoin pour l'hommage rendu au roi Philippe III le Hardi pour le duché de Bourgogne.
Marguerite de Chassey est l'épouse en 1466 de Jean Carondelet, grand chancelier de Flandre et de Bourgogne.

### Quartiers et lieux-dits
La commune est constituée de deux hameaux distincts.

#### Le hameau de la Maison-du-Vau
Au recensement de 1654, la Maison du Vault est composée de 2 ménages dont les chefs sont Jean-Gabriel Picque et Jean Leblan. En 1657, il y a 3 ménages soit 18 habitants. Le 30 mars 1666 est comptabilisé 2 ménages, à savoir Jean-Gabriel Picque âgé de 40 ans avec sa femme et ses 4 enfants et Germain Phillibert, d'Autricourt, granger du procureur Janvoin de Vesoul, âgé également de 40 ans avec sa femme et ses 2 enfants, soit au total 10 habitants.
Hameau qui fut commune en 1790 (93 hab.) et en l'an VIII (82 hab.) réuni à Chassey par décret du 31 mars 1806.
Selon Paul Delsalle, des français immigrés sont à l’origine de la création du « villaige de la Maison dudit Vaux  » « car auparavant y ny avoit village ny forme ny apparance de villaige »
En effet,  à partir de 1550 le Comté de Bourgogne, qui n‘appartient pas alors  au royaume de France, reçoit des immigrés en grand nombre : « plus de vingt mil personnes».
Les populations locales s’en émeuvent, cet afflux provoquerait en effet la cherté des prix et selon le parlement de Dole « estans la plupart d’entre eux gens banniz, homicides, fabricateurs de faulce monnoie ».
En 1546-1548, un conflit opposa Guillaume de Nassau prince d’Orange, en tant que seigneur de Rougemont et Florent de Vaudrey, en tant que seigneur de Vallerois le Bois qui revendiquent chacun la propriété de la « Maison du Vau » également dénommée « Grange de Vaux ».
Du fait de sa situation isolée et retirée, la Maison-du-Vau a servi de lieu de refuge ou de cachette à de maintes reprises au cours de l'histoire. Durant la Révolution, trois prêtres réfractaires, Tribolen de Cenans, Toillon de Vellefrie et Daval de Faucogney après avoir procédé à des confessions et des baptêmes dans la soirée du 22 nivôse de l'an III, ces trois corbeaux se sont retirés aux Maisons de Vaux. Plus récemment, pendant la Seconde Guerre mondiale, des Résistants s'y sont également cachés.
Le hameau fut électrifié en 1951.
Aujourd'hui, une dizaine de foyers compose le hameau.

#### Le hameau la Forge-de-Bonnal
L'exploitation de gravières à l'époque moderne a permis la découverte de nombreux ossements de mammouths, comme ce fut le cas dans les sablières du hameau.
Des forges existaient déjà au XVIe siècle et sont sans doute plus anciennes. Elles comprenaient un haut fourneau et trois feux de forge. Le haut fourneau fut éteint vers 1840 et la forge s’arrêta vers 1860. Le hameau important qu’il constituait périclita alors.
Depuis les années 1960 la famille de Moustier, propriétaire des lieux, y développe une activité touristique de très haute gamme. Le Val de Bonnal, raison sociale de cette activité, est un immense domaine aquatique et nautique de 150 hectares aménagé sur plusieurs plans d'eau. Ils servent de toile de fond à un établissement prestigieux, idéal pour découvrir la Franche-Comté mais aussi le sud des Vosges et de l'Alsace. Ce ne sont pas moins de 350 emplacements qui sont proposés pour la pratique du camping familial durant la période estivale.

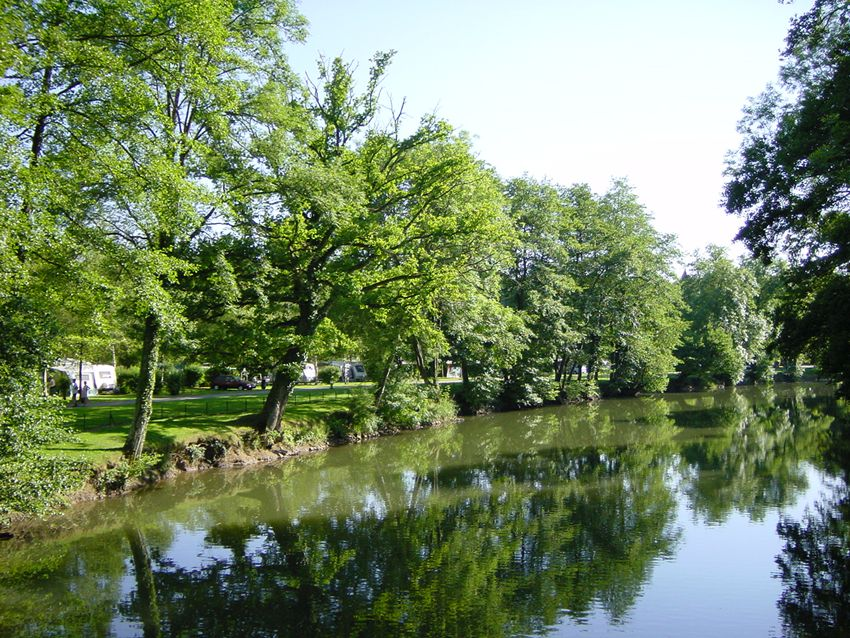
Vue du camping sur l'Ognon.
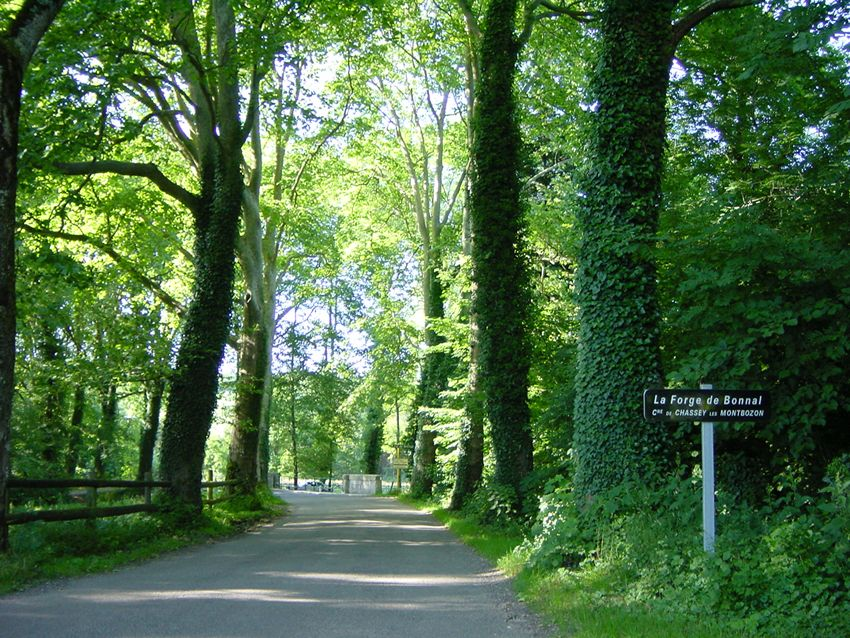
Allée menant au hameau.
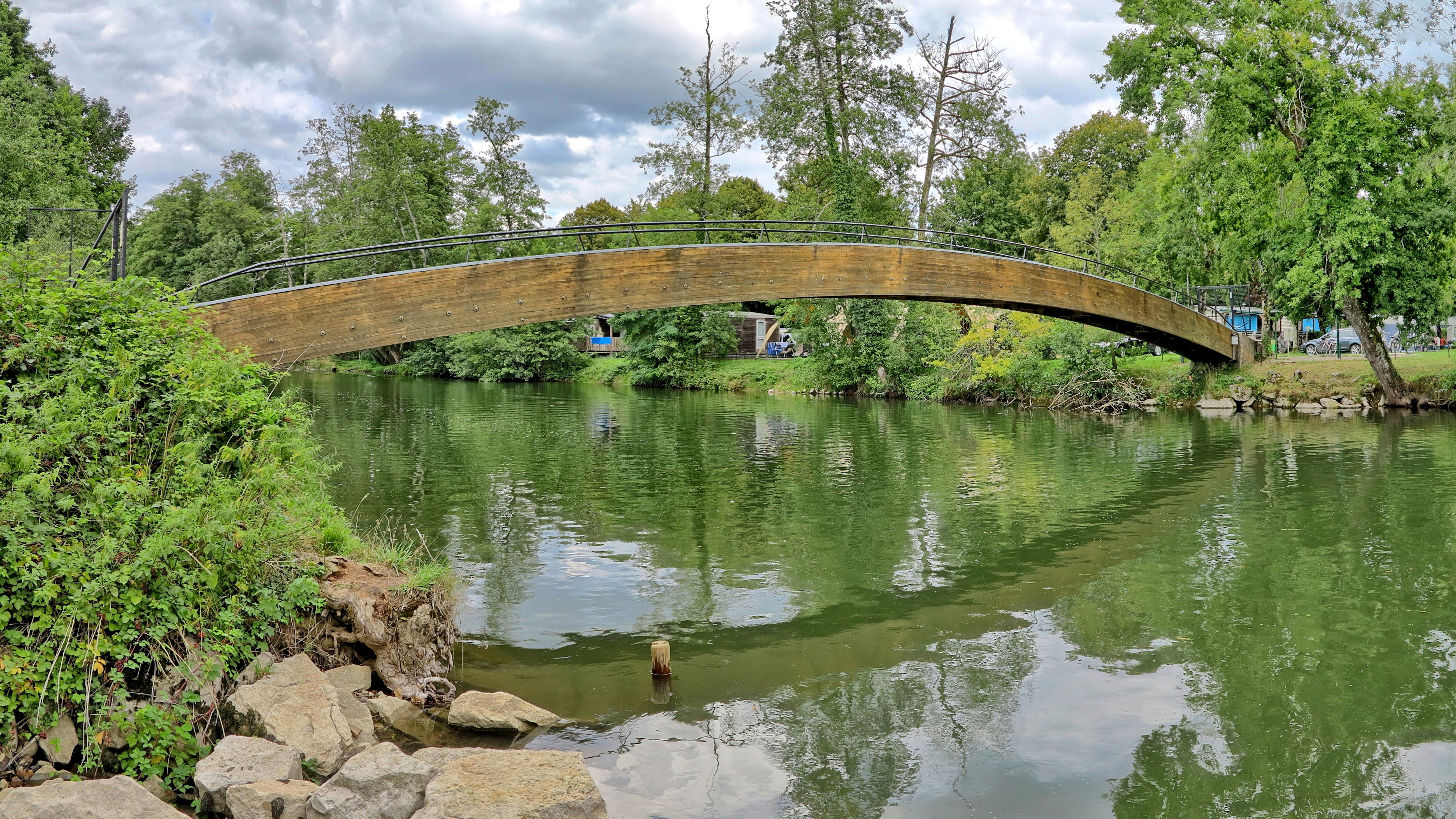
La passerelle du camping sur l'Ognon.

#### Les moulins
Les Combes ou Moulin des Combes 

Trois familles habitent le hameau entourant le moulin dont celle du meunier au recensement de 1861.

#### Autres lieux-dits
D'autres lieux-dits du village furent parfois habités selon les époques.

Les baraques du bois de Moustier. 

Au recensement de 1846, 4 ménages composés de 20 personnes au total habitent dans les bois. Il exercent la profession de coupeurs de bois. 

La Ménétrière

Ce lieu-dit situé non loin du hameau de la Forge était composé de 4 ménages au recensement de 1872.

### Première élection municipale
Le lundi 18 janvier 1790 à 8 heures du matin à la cure de la paroisse eurent lieu les premières élections municipales de l'histoire de Chassey.
Les 51 citoyens actifs de la commune, c'est-à-dire âgés de plus de 25 ans et payant une contribution égale à 3 journées de salaire, prennent part au vote.
Louis Marchal, propriétaire âgé de 47 ans, obtient la pluralité des suffrages dès le 1er tour avec 41 voix (80 %) devenant ainsi le 1er maire élu de Chassey.
Les officiers municipaux, l'équivalent des adjoints, élus pour épauler le maire dans sa mission sont : Claude Joseph Boilley, 32 voix dès le 1er tour et Alexandre Brenot, 28 voix au second tour.
Après quoi, l'assemblée doit élire un procureur dont le rôle est de prendre en main la défense de l'intérêt public et de veiller à l'application des lois. Il représente le roi auprès de la commune. Claude Regard est élu procureur avec 40 voix.
Enfin, il est procédé au scrutin de liste simple pour l'élection de 6 notables, autrement dit les conseillers municipaux. Ont été élus : Jean Baptiste Mozer (27 voix), Jean Baptiste Durupt (25), Jean François Roy (23), Jacques Regard(20), Nicolas Milloz (19), Antoine Bidal (17).

### Incendies de forêt
- En 1790 un incendie a ravagé environ 8 hectares de forêt dans les bois de Chassey. La toponymie forestière a conservé la mémoire de cet événement sur les cartes de l'IGN en nommant cette zone dévastée la coupe brûlée.

Dans les premiers jours du mois d'avril de l'an dernier (1790), le feu s'étant pris dans le bois de Baslière, il fut communiqué par l'air dans les bois du quart en réserve de la commune de Chassey-lès-Montbozon où étant il en a brûlé une grande partie.
- En 1893 un incendie que l'on attribue à l'imprudence d'un fumeur, a détruit six hectares environ de bois, appartenant à la commune. Les pertes furent estimées à 600 francs[27].

### La Révolution
Le 16 avril 1791 la dernière propriétaire du château, Mme de Buretel de Chassey s'enfuit pour rejoindre son mari, Marie Desle de Buretel, en Suisse. Cette famille est l'une des dernières familles subsistantes de la noblesse française.
En 1789, le comte Charles de Moustier (1739-1801), 2e marquis, est également seigneur de Cubry, Bonnal, Chassey.
En 1789, Louis XVI promit la réunion des États Généraux. Le 19 mars, l'assemblée municipale rédigea le Cahier de Doléances, sur lequel vingt-six signataires apposèrent leur nom. Ce cahier réclamait l'abolition des privilèges et exemptions, l'abrogation du tirage de la milice, l'abolition de la mainmorte mais aussi l'uniformité des poids et mesures dans toute l'étendue du royaume.

### La Terreur
Charles de Moustier, seigneur du lieu, se plaint en l'an V à l'administration départementale que les habitants de Chassey se sont transportés chez lui, au château de Bournel au début de la Révolution, armés de fusils et autres armes. Ils ont réclamé du vin et des titres. Les domestiques intimidés se sont enfuis en emportant plusieurs de ces titres qui furent égarés. Les documents trouvés par les insurgés sont brûlés, notamment les registres où les gardes inscrivaient leurs rapports. Cet "attroupement" se dispersa après deux heures d'occupation.

### Époque contemporaine

#### Un village en pleine expansion
Au XIXe siècle, la Franche-Comté connaît une forte immigration austro-hongroise pour des raisons économiques. Les Austro-Hongrois viennent essentiellement du même secteur géographique, il s'agit pour l'essentiel de Tyroliens du Vorarlberg. Depuis 1765, le Vorarlberg obéit au Saint-Empire romain germanique et appartient à la Maison de Habsbourg. Les réformes imposées en 1806 dans les domaines religieux, politiques, administratifs et surtout fiscaux poussent à la révolte en 1809. De plus, avec l'explosion démographique et la dureté du pays, les hommes ont tenté d'échapper à la pauvreté et d'améliorer leur situation par le travail saisonnier ou l'émigration définitive. Le volontaire à l'émigration devait présenter une requête fondée, être autonome, avoir accompli son service militaire obligatoire et justifier de son état civil mais aussi de son autorisation administrative d'émigration prouvant que rien ne s'y opposait.

#### Épidémie de choléra
Entre 1853 et 1854 une épidémie de choléra fait en France 145 000 victimes. Chassey n'est pas épargné par cette pandémie qui fait 22 morts entre le 20 avril et le 16 septembre 1854.

#### Grêle
Le 8 juin 1901, un violent orage détruit une grand partie des récoltes dans l'arrondissement de Vesoul et plus particulièrement sur les communes d'Esprels, Vallerois-Le-Bois, Baslières et Chassey . Le député demande même l'ouverture d'un crédit de 100 000 francs pour allocation de secours aux victimes.

### 11 septembre 1944
Alors que le village vivait ses dernières heures sous l'Occupation, bon nombre d'habitants s'étaient réfugiés dans les caves du château et de diverses fermes. Un petit rassemblement de Chasséens prit les chemins croisés en direction du bois pour s'y réfugier tandis que de nombreux tirs d'obus se faisaient entendre provoquant de nombreux dégâts matériels (moulin Curot totalement détruit, incendie de la laiterie, au total plus de 50 points d'impact). Parmi eux, 6 personnes furent tuées par les Américains les prenant pour des Allemands. C'était le 11 septembre 1944.

### Noyades

#### 17 août 1932
Le 17 août 1932, Maurice Albert Joly âgé de 14 ans se noie.

#### 24 juillet 2019
Le 24 juillet 2019, un jeune camerounais de 14 ans se noie dans le lac.

## Politique et administration

### Rattachements administratifs et électoraux
La commune fait partie de l'arrondissement de Vesoul du département de la Haute-Saône, en région Bourgogne-Franche-Comté. Pour l'élection des députés, elle dépend de la deuxième circonscription de la Haute-Saône.
Chassey-lès-Montbozon faisait partie depuis 1801 du canton de Montbozon. Dans le cadre du redécoupage cantonal de 2014 en France, la commune est rattachée au canton de Rioz.

### Intercommunalité
Chassey-lès-Montbozon était membre de la communauté de communes du Pays de Montbozon, créée le 29 décembre 2000.
Dans le cadre de la mise en œuvre du schéma départemental de coopération intercommunale approuvé en décembre 2011 par le préfet de Haute-Saône, et qui prévoit notamment la fusion la fusion des communautés de communes du Pays de Montbozon et du Chanois, afin de former une nouvelle structure regroupant 27 communes et environ 6 500 habitants, la commune est membre depuis le 1er janvier 2014 de la communauté de communes du Pays de Montbozon et du Chanois.
La commune adhère également au Pays des 7 Rivières , espace de projets présentant « une cohérence géographique, culturelle, économique et sociale ».

### Tendances politiques et résultats
La population de Chassey, à travers ses différents votes, exprime une forte tradition conservatrice issue de son histoire bien que cette tradition ait évolué ces dernières années avec l'arrivée de nouvelles populations.
Traditionnellement, la population chasséenne fait preuve de beaucoup de civisme avec une très forte participation aux différents scrutins locaux ou nationaux.
Élections présidentielles
- Élection présidentielle de 2002

| Candidat             | Parti     | Premier Tour | Second Tour |
| -------------------- | --------- | ------------ | ----------- |
| Jean-Marie Le Pen    | FN        | 25,34 %      |             |
| Lionel Jospin        | PS        | 19,18 %      |             |
| Jacques Chirac       | RPR       | 15,07 %      |             |
| Jean Saint-Josse     | CPNT      | 7,53 %       |             |
| François Bayrou      | UDF       | 4,79 %       |             |
| Christiane Taubira   | PRG       | 4,79 %       |             |
| Alain Madelin        | DL        | 4,79 %       |             |
| Arlette Laguiller    | LO        | 4,11 %       |             |
| Corinne Lepage       | Cap21     | 4,11 %       |             |
| Bruno Mégret         | MNR       | 2,74 %       |             |
| J.Pierre Chevènement | MDC       | 2,74 %       |             |
| Olivier Besancenot   | LCR       | 2,05 %       |             |
| Noël Mamère          | Les Verts | 1,37 %       |             |
| Christine Boutin     | FRS       | 1,37 %       |             |
| Daniel Gluckstein    | PT        | 0,00 %       |             |
| Robert Hue           | PCF       | 0,00 %       |             |
| Jacques Chirac       | UMP       |              | 76,87 %     |
| Jean-Marie Le Pen    | FN        |              | 23,13 %     |

Blancs ou nuls (en % des votes exprimés) au premier tour: 3,31 % Taux de participation 	79,89 %
Blancs ou nuls (en % des votes exprimés) au second tour: 8,13 % Taux de participation: 84,66 %
- Élection présidentielle de 2007

| Candidat             | Parti     | Premier Tour | Second Tour |
| -------------------- | --------- | ------------ | ----------- |
| Jean-Marie Le Pen    | FN        | 27,67 %      |             |
| Ségolène Royal       | PS        | 25,16 %      |             |
| Nicolas Sarkozy      | UMP       | 20,13 %      |             |
| François Bayrou      | UDF       | 13,84 %      |             |
| José Bové            |           | 2,52 %       |             |
| Dominique Voynet     | Les Verts | 2,52 %       |             |
| Frédéric Nihous      | CPNT      | 2,52 %       |             |
| Philippe de Villiers | MPF       | 1,89 %       |             |
| Arlette Laguiller    | LO        | 1,89 %       |             |
| Olivier Besancenot   | LCR       | 1,26 %       |             |
| Marie-George Buffet  | PCF       | 0,63 %       |             |
| Gérard Schivardi     |           | 0,00 %       |             |
| Ségolène Royal       | PS        |              | 53,10 %     |
| Nicolas Sarkozy      | UMP       |              | 46,90 %     |

Blancs ou nuls (en % des votes exprimés) au premier tour : 1,85 % Taux de participation 84,82 %
Blancs ou nuls (en % des votes exprimés) au second tour : 8,81 % Taux de participation: 83,25 %
- Élection présidentielle de 2012

Référenda
Lors des trois derniers référenda, Chassey a voté de la même manière que la tendance nationale, en l'amplifiant même.
- Le référendum pour la ratification du Traité de Maastricht du 20 septembre 1992 a vu le OUI l'emporter à Chassey par 54,9 % des suffrages exprimés contre 40,1 % pour le NON (respectivement 51,04 % et 48,96 % au niveau national).
- Le référendum sur le quinquennat présidentiel du 24 septembre 2000 a vu le OUI l'emporter à Chassey par 68,75 % des suffrages exprimés contre 31,25 % pour le NON (respectivement 73,21 % et 26,79 % au niveau national). Cependant la participation n'a été que de 25,26 % pour 65,30 % de suffrages valablement exprimés (respectivement 30,19 % et 74,67 % au niveau national).
- Le référendum français sur le traité établissant une constitution pour l'Europe du 29 mai 2005 a vu la victoire du NON à 70 % contre 30 % pour le OUI (respectivement 54,68 % et 45,32 % au niveau national).

### Particularismes locaux
Chassey-lès-Montbozon a quelques particularismes :
- Le record absolu du nombre de mandats de conseiller municipal détenus par un Chasséen est au nombre de 11. En effet, Séraphin Curot a constamment été élu et réélu entre 1870 et 1908 en totalisant 11 mandats pour une durée totale de 38 années. Il a par ailleurs été maire-adjoint durant 14 ans.
- Quatre personnes ont été élues durant 9 mandats, totalisant entre 34 et 48 ans de conseil. Il s'agit de :
Robert Favret, élu entre 1935 et 1983, soit durant 48 ans, dont 33 ans en tant qu'adjoint.
Louis Regard, élu depuis 1925 jusqu'à sa mort en 1968, soit durant 43 ans, dont 36 ans en tant que maire.
Émile Journot, élu entre 1900 et 1945, soit durant 45 ans, dont 4 ans en tant que maire.
Jules Bersot, élu entre 1878 et 1912, soit durant 34 ans, dont 12 ans en tant qu'adjoint.
- Il faut attendre 1971 pour voir des femmes entrer dans le conseil municipal de Chassey. Cette année-là, 2 femmes sont élues :
Madeleine Liégeon (1910-2008)
Jacqueline Thiébaud (1932-2005)

### Budget et fiscalité
Le taux de taxe d'habitation pour la commune est relativement stable à 5,64 % en 2007 et à 5,00 % en 2001. Tout comme celui du département qui est de 16,84 % en 2007 et de 14,70 % en 2001. Celui de la région est de 3,92 % en 2007 et de 3,07 % en 2001.
Le budget municipal principal 2007 totalisait 89 000 euros d'investissement et 114 000 euros de fonctionnement. Le budget de fonctionnement dégage un excédent de 61 000 €. L'annuité de la dette se monte à 10 000 € soit 51 € par habitant.
Recettes de fonctionnement
| en €                   | Recettes totales | Recette par habitant | Moyenne nationale |
| ---------------------- | ---------------- | -------------------- | ----------------- |
| Recettes totales       | 160 000          | 783                  | 688               |
| Dont :                 |                  |                      |                   |
| Impôts locaux          | 20 000           | 99                   | 215               |
| Autres impôts et taxes | 0                | 0                    | 45                |
| Dotations de l'état    | 29 000           | 144                  | 192               |

Charges de fonctionnement
| en €                       | Charges totales | Charge par habitant | Moyenne nationale |
| -------------------------- | --------------- | ------------------- | ----------------- |
| Dépenses totales           | 114 000         | 557                 | 523               |
| Dont :                     |                 |                     |                   |
| Charges de personnel       | 16 000          | 80                  | 174               |
| Achats Charges extérieures | 46 000          | 223                 | 157               |
| Contingents                | 22 000          | 106                 | 70                |
| Charges financières        | 5 000           | 27                  | 20                |
| Subventions versées        | 0               | 2                   | 23                |

## Population et société

### Démographie
La commune de Chassey comptait 229 habitants au dernier recensement de l'INSEE en 2006. La densité de la commune est de 15 hab/km².
Le recensement de 1614 comptabilise 30 ménages.
Après la terrible Guerre de Dix Ans (épisode comtois de la Guerre de Trente Ans) où la moitié du pays fut ravagé, la communauté villageoise n'a plus que 14 ménages au recensement de 1654. Après un long silence au XVIIe siècle, les usines qui comprenaient un fourneau à fondre le minerai et plusieurs feux de forges reprennent peu avant 1700 et permettent ainsi au village de connaître un renouveau.
Grâce à l'intense activité des forges, Chassey atteint près de 1000 habitants dans le 1er tiers du XIXe siècle.
Mais l'extinction des forges provoqua une forte émigration et la population périclita jusque dans les années 1950. Depuis, la population s'est stabilisée entre 200 et 250 habitants.
Aujourd'hui, Chassey n'a plus de concentrateur d'emploi comme l'étaient les forges, les motivations de la venue des nouveaux habitants sont principalement un cadre de vie agréable et pittoresque ou encore les racines familiales.

L'évolution du nombre d'habitants est connue à travers les recensements de la population effectués dans la commune depuis 1793. Pour les communes de moins de 10 000 habitants, une enquête de recensement portant sur toute la population est réalisée tous les cinq ans, les populations de référence des années intermédiaires étant quant à elles estimées par interpolation ou extrapolation. Pour la commune, le premier recensement exhaustif entrant dans le cadre du nouveau dispositif a été réalisé en 2006.

En 2022, la commune comptait 230 habitants, en évolution de +6,98 % par rapport à 2016 (Haute-Saône : −1,4 %, France hors Mayotte : +2,11 %).
| 1793 | 1800 | 1806 | 1821 | 1831 | 1836 | 1841 | 1846 | 1851 |
| ---- | ---- | ---- | ---- | ---- | ---- | ---- | ---- | ---- |
| 599  | 576  | 648  | 701  | 886  | 935  | 832  | 748  | 772  |

| 1856 | 1861 | 1866 | 1872 | 1876 | 1881 | 1886 | 1891 | 1896 |
| ---- | ---- | ---- | ---- | ---- | ---- | ---- | ---- | ---- |
| 652  | 635  | 614  | 567  | 484  | 485  | 461  | 438  | 404  |

| 1901 | 1906 | 1911 | 1921 | 1926 | 1931 | 1936 | 1946 | 1954 |
| ---- | ---- | ---- | ---- | ---- | ---- | ---- | ---- | ---- |
| 362  | 386  | 341  | 306  | 278  | 261  | 256  | 251  | 229  |

| 1962 | 1968 | 1975 | 1982 | 1990 | 1999 | 2006 | 2011 | 2016 |
| ---- | ---- | ---- | ---- | ---- | ---- | ---- | ---- | ---- |
| 244  | 218  | 236  | 211  | 217  | 201  | 229  | 218  | 215  |

| 2021 | 2022 | - | - | - | - | - | - | - |
| ---- | ---- | - | - | - | - | - | - | - |
| 225  | 230  | - | - | - | - | - | - | - |

### Associations
Plusieurs associations animent le village :
- La Belle-harmonie, club du 3e âge,
- L'Association communale de chasse agréée (ACCA),
- La Gaule chasséenne, association des pêcheurs,
- La Chouette, créée en 1997, a le rôle de comité des fêtes...

### Enseignement
La commune est rattachée à l'académie de Besançon. Elle dispose sur son territoire d'une école maternelle dans le cadre d'un regroupe pédagogique avec la commune d'Esprels. Chassey accueille dans son école petite et moyenne sections de maternelle, tandis que l'école d'Esprels accueille les autres niveaux de primaire.

## Économie
- Brasserie artisanale "Mon Village".

### Emploi
Le recensement de 1999 dénombre 80 actifs dont 10 chômeurs soit un taux de chômage de 12,5 %.

### Commerces
La commune ne dispose plus d'aucun commerce de proximité, la dernière épicerie ayant fermé en 1969. Des marchands ambulants passent régulièrement pour vendre des denrées de première nécessité (boulangers, bouchers ...).
Jusque dans les années 1980, le restaurant du château participait à l'activité locale.
Le dernier restaurant permanent, Le Soufflet, a fonctionné de 1999 à 2008 proposant une cuisine traditionnelle locale.
Seul demeure le restaurant La Forge de Bonnal ouvert durant la saison estivale.

## Culture et patrimoine

### Sites naturels
- Le lac de Bonnal est un lac naturel français alimenté par l'Ognon et situé pour l'essentiel sur la commune. Il côtoie des sites archéologiques.

### Monuments religieux

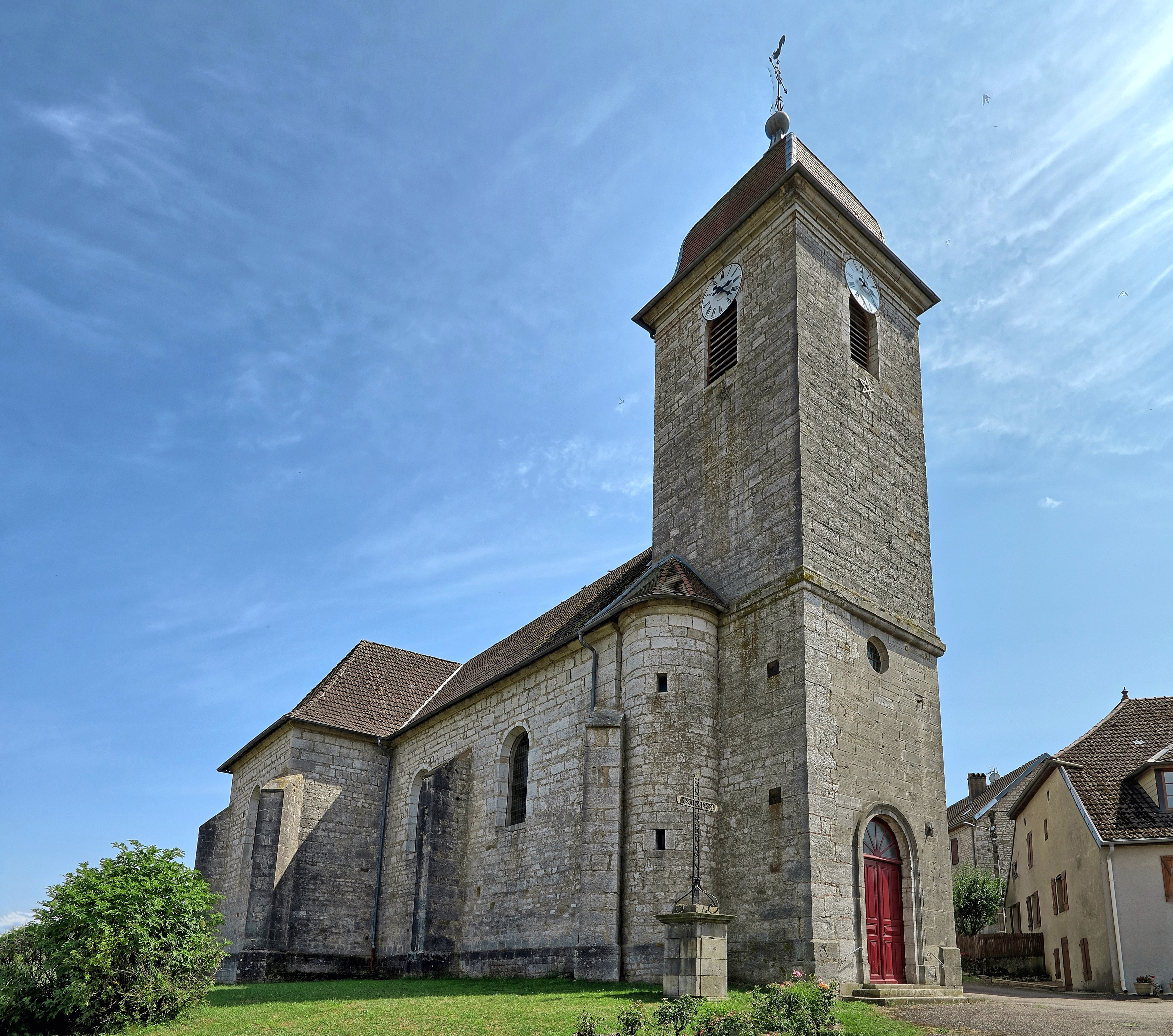
L'église Saint-Gengoult.

- L'église paléochrétienne de la Corvée Saint-Maurice : découvert en 1967, cet édifice est le plus ancien témoignage de l'architecture chrétienne en Haute-Saône. Les fouilles, effectuées jusqu'en 1974, ont mis en évidence un bâtiment initial (nef-abside) datant du VIe siècle, pourvu ensuite d'annexes latérales, de salles à usage de sacristie et d'une chapelle funéraire elle-même dotée d'une abside. De nombreuses sépultures, dont des sarcophages, témoignent de l'importance du site durant le VIIe siècle. La fin de l'occupation est datée du XIe siècle[49].

- L'église Saint-Gengoult du XVIIIe siècle. Des œuvres situées dans l'église paroissiale Saint-Gengoul sont aussi classées comme monuments historiques[50], parmi lesquelles une cloche de bronze de 1767, une clôture de chœur en fer forgé et la chaire à prêcher en bois datant du XVIIIe siècle également.

La cloche fut baptisée le 22 novembre 1790.
- La chapelle de la Maison-du-Vau : elle a été démolie dans les années 1980.
- Plusieurs calvaires parsèment le territoire de la commune.

### Monuments civils

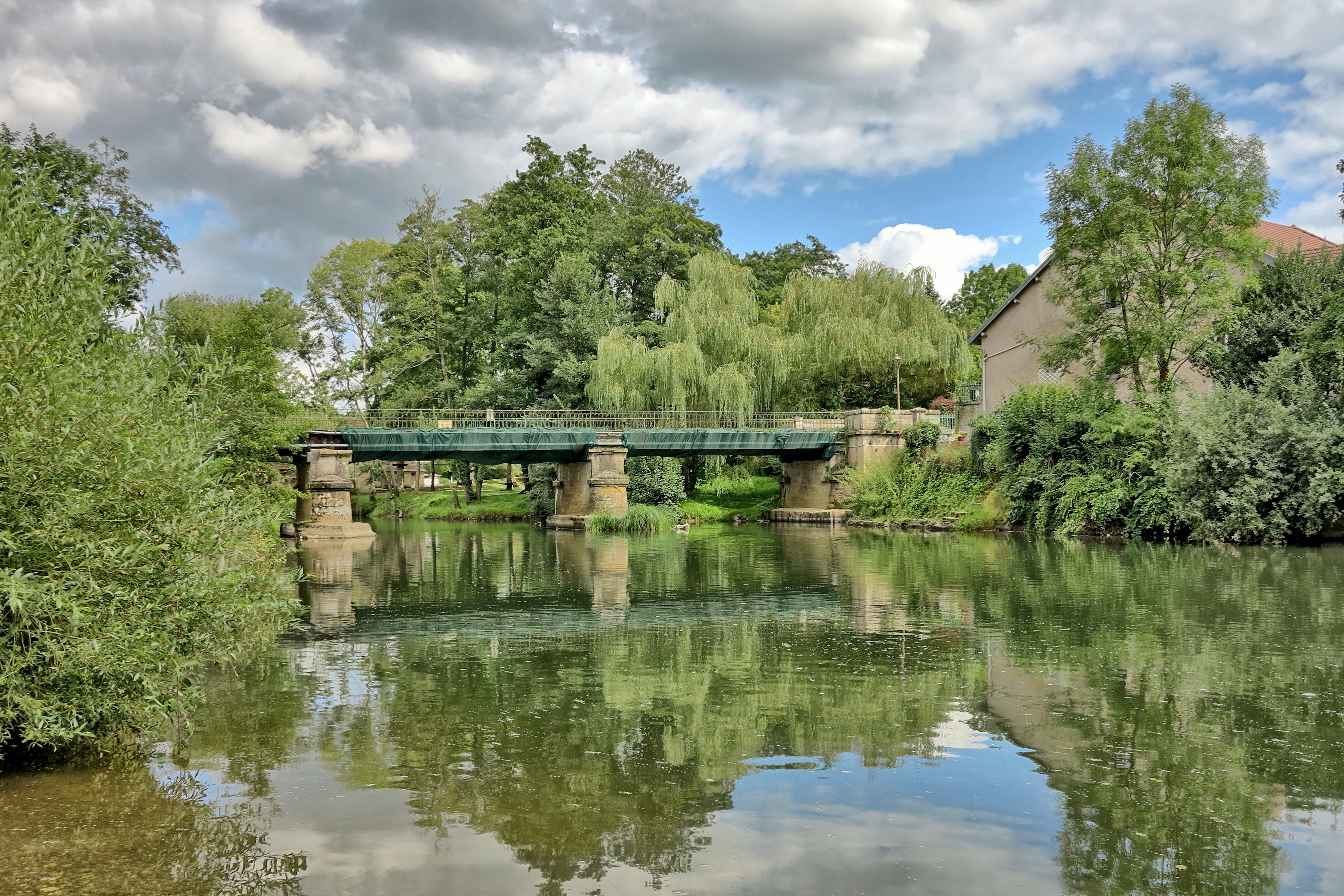
Le pont sur l'Ognon.

- La mairie du village, édifiée en 1832 durant le mandat de Henri Piquet, est l'œuvre de l'architecte luron Mougenot[26]. Le fronton de celle-ci comporte la mention "Maison commune" en plus de la date.
- Le château aurait été construit dans le deuxième moitié du XVIIe siècle par la famille de Cultz. La propriété passe à la famille Buretel en 1674. Pierre de Buretel et ses descendants portent alors le titre de seigneur de Chassey. Au XIXe siècle la riche famille de maîtres de forge, les Duchon, en sont propriétaires et enfin le Baron de Vomécourt jusqu'au début du XXe siècle. En 1925[52], le château est acquis par Émile Grandvoinet, négociant à Lure. Madame Goux, née Grandvoinet, en hérite en 1951.
- Le pont sur l'Ognon reliant la commune à celle de Bonnal.
- Les vestiges gallo-romains du Pré Guillemin ont été inscrits monument historique en 2002.
- Monument commémoratif en l'honneur du curé J. Lalloz.

#### Le monument aux morts
- Monument aux morts. Le cénotaphe de Chassey fut érigé en 1923 sur un terrain offert par Mme Marie Ronel. Il commémore les morts du village, au nombre de 25, tués lors des deux guerres mondiales ainsi que dans les combats de la guerre de 1870[53].

#### Les fontaines

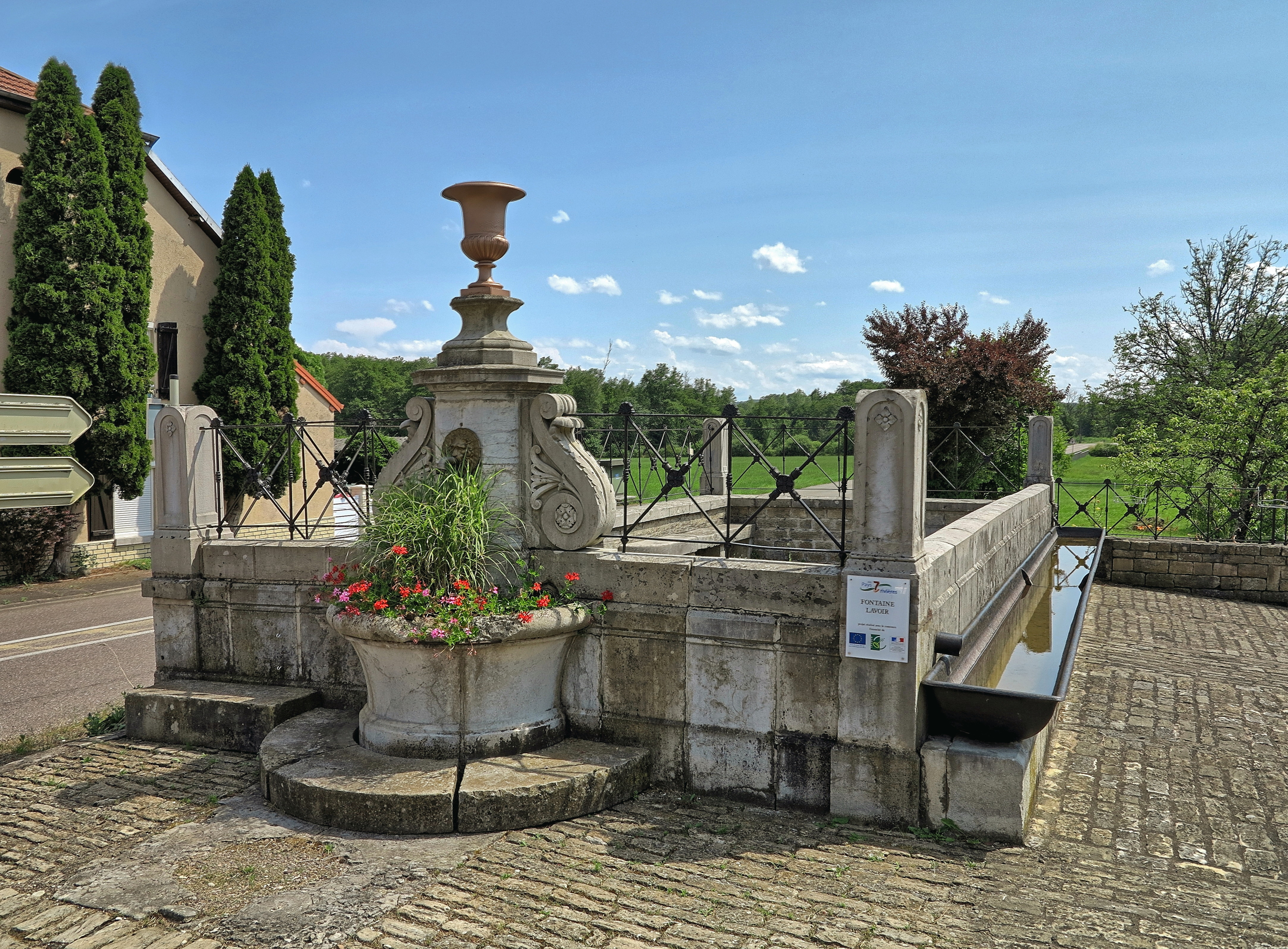
La fontaine-lavoir.

Le village est construit en deux parties : un quartier bas dont la rue principale longe le ruisseau du Grougnot qui va se jeter dans l'Ognon tout proche ; un quartier haut où sont tous les édifices publics et qui n'a pas de source. C'est à partir de la source dite du Grougnot, l'une de celles qui alimentent le ruisseau de Chassey, que s'est faite l'alimentation en eau sous pression du village en plusieurs campagnes de travaux dont les deux principales, avec pose de conduites de fonte, ont été menées en 1802 et 1857.
Le village comporte 4 belles fontaines :
- Fontaine du Bas ou Vieille fontaine. À l'origine, sans doute construite sur les plans de Beaujard en 1802. Reconstruite en 1825 sur les plans de Pambet comme fontaine avec lavoir et abreuvoir, non couverts. La pile de jet et sa vasque ont été construites à une date indéterminée. Le lavoir a été couvert en 1878 par Dodelier, en même temps que la fontaine du Gros-Trot. Les bassins servent désormais de bacs à fleurs.
- Fontaine du Gros-Trot ou du Croz. L'une des fontaines construites avant 1857, sans doute en 1802. Avant sa reconstruction en 1857 par Dodelier, elle avait un obélisque. D'abord sans couverture, elle a été couverte en 1878, en reprenant à peu près le projet de 1857. Elle a été transformée en salle municipale et sert d'atelier de distillation. Construite comme un théâtre à flanc de coteau, la forme de son toit permet encore d'en apprécier la courbe malgré la construction d'une façade sans grâce qui en cache le mur du fond. Au centre de cette façade ont subsisté la vasque et les bassins de pierre avec jet en fonte représentant une tête de neptune.
- Fontaine-lavoir au croisement du CD 87 et du CD 4. Construite une première fois en 1857 par l'architecte Charles_Dodelier, elle a été reconstruite en 1881 par Humbert et couverte postérieurement. Après avoir servi de bûcher pendant plusieurs décennies, elle a été restaurée en 1997.
- Fontaine du Haut. Construite une première fois en 1857-1858 - une borne et deux bassins d'abreuvoir en pierre -, reconstruite en 1867 sur les plans de Servas comme fontaine avec abreuvoir et lavoir découvert, en pierre, mise enfin à sa place actuelle en 1896 par Humbert. C'est une fontaine-lavoir avec abreuvoir et pile de jet en fonte de Varigney.

### Personnalités liées à la commune
Voici ci-dessous un aperçu des personnalités chasséennes les plus significatives ou ayant un attachement particulier à la commune :
- Les trois frères de Crevoisier de Vomécourt, issus d'une famille de barons lorrains, résistants pendant la Seconde Guerre mondiale :
  - Jean François Constantin (° 1899 - † 1945), né à Chassey-lès-Montbozon. Mort pour la France au camp de concentration d'Oranienbourg, son nom figure sur le monument aux morts du village.
  - Pierre (° 1906 - † 1986) est né à Chassey-lès-Montbozon. Il fut le chef du réseau Autogiro du Special Operations Executive.
  - Philippe Albert (° 1907 - † 1964) fut le chef du réseau Ventriloquist du Special Operations Executive.
- Cécile Guillame, née à Chassey-lès-Montbozon le 18 juillet 1933 et morte le 4 août 2004, fut la première femme graveuse de timbres-poste français.
- Pierre Milloz, né en 1927, haut fonctionnaire docteur d’État en droit, diplômé de l'Institut d'études politiques de Paris, auteur d'un rapport éponyme sur le coût de l'immigration a été président du conseil régional de Franche-Comté pendant 3 semaines en tant que doyen d'âge de cette assemblée en 1998.
- Éric de Chassey, historien de l'art
- Nicolas le Jardinier, animateur de télévision et jardinier
- Abbé Jean Lalloz, mort d'une embolie qui entraîna sa chute de bicyclette. Il allait célébrer le 50e anniversaire de son ordination et le 40e de son installation à Chassey après avoir été 10 années vicaire à Besançon. Surnommé le "bon" curé de Chassey il sauve même de la noyade un enfant en 1890[56].

## Cimetières
L'église d'époque mérovingienne située en bordure de l'Ognon s'accompagne d'une nécropole.

## Homonymies
On retrouve le nom de Chassey pour d'autres localités françaises :
- En Haute-Saône : Chassey-lès-Scey.
- En Côte-d'Or : Chassey.
- En Meuse : Chassey-Beaupré.
- En Saône-et-Loire : Chassey-le-Camp.

## Divers

### Autres
- La commune est parfois survolée par des mirages 2000-N, provenant de la base aérienne 116 de Luxeuil-Saint Sauveur, ville située à une quarantaine de kilomètres.
- Le Tour de France cycliste est passé à trois reprises à Chassey, dont lors de la 19e étape du Tour de France 1997.

### Ouvrages généraux
- Gérald Barbet, Pierre Gandel, Chassey-lès-Montbozon, un établissement rural gallo-romain, Annales Littéraires de l'Université de Franche-Comté, Les Belles Lettres, Paris, 1997.
- Gérald Barbet, Rougemont - Chassey, la voie de l'histoire, édité par Fortis Besançon, Imprimerie Simon à Ornans, 1998.
- Jérôme Verder, Deux forges dans leur environnement. Bonnal et Montagney au XVIIIe siècle. Mémoire de maîtrise, 2008.
- François Lassus, La population de la Franche-Comté au lendemain de la guerre de Dix Ans : recensements nominatifs de 1654, 1657, 1666.. Diff. les Belles lettres, Besançon, 1995.
- Jean-Louis Clade, Mutations, permanences, ruptures dans le canton de Rougemont, Doubs, 1789-1815, Annales Littéraires de l'Université de Franche-Comté, Les Belles Lettres, Paris, 1986.
- Paul Delsalle, "Charles Quint et la Franche-Comté. Portraits et lieux de mémoire, Cêtre 2008-2012